# Cheonmin
Cheonmin (hangul: 천민; hanja: 賤民), ou "plebeus vulgares", eram a casta mais baixa de plebeus na Coreia dinástica. Eles abundaram durante os períodos Goryeo (918-1392) e Joseon (1392-1897) da burocracia agrária da Coreia.

## Sistema de classes sociais
No sistema de castas na Coreia, essa classe social era em grande parte hereditária e baseada em certas profissões consideradas "impuras" pelas classes altas. Essa lista de profissões impuras incluía açougueiros, xamãs, sapateiros, metalúrgicos, prostitutas, mágicos, feiticeiros, carcereiros e artistas (como os kisaeng). Nobi eram servos tirados da classe cheonmin para servir os yangban (aristocracia) e a realeza, mas como escravos. Eles eram considerados propriedade de seus donos e podiam ser dados a outras pessoas de alto escalão.
Kisaeng, artistas femininas da classe yangban, estavam nessa classe; eram educadas, mas não respeitadas pelos outros na sociedade. A natureza hereditária do sistema de castas gerou discriminação e preconceito institucionalizados no início da história da Coreia, já que os cheonmin foram impedidos da maioria das formas de avanço social, incluindo a entrada no serviço governamental ou os exames do serviço público gwageo.
Os cheonmin, embora um passo acima da casta tradicional de intocáveis ou párias chamados baekjeong, viviam vidas segregadas, como os baekjeong, isolados do resto da sociedade e afastados em guetos distantes do resto da sociedade. Enquanto os cheonmin realizavam tarefas que outros coreanos consideravam impuras ou indignas, eles ainda tinham uma função e um papel essenciais dentro da sociedade dinástica coreana. Seu trabalho como açougueiros, sapateiros, artistas de classe baixa, realizando trabalhos impuros, prestava serviços às outras classes que não estavam disponíveis para ninguém.
Embora o sistema de classes e castas da Coreia dinástica não exista mais e tenha desaparecido em grande parte na era moderna, resquícios de tal discriminação social com base apenas na ocupação ou na linha de trabalho anterior de um antepassado continuam a moldar o pensamento e os valores tradicionais coreanos hoje.

## Exceções
Em toda a história da Dinastia Joseon existem apenas alguns exemplos extraordinários de um cheonmin que superou seu status de classe.
Choi Suk Bin ganhou o posto mais alto, logo abaixo da rainha, e se tornou uma concubina real. Choi, mãe do Rei Yeongjo, originalmente entrou no Palácio como musori ou escrava. Devido às origens baixas de sua mãe, Yeongjo sofreu vários atentados contra sua vida quando foi nomeado príncipe herdeiro por seu meio-irmão. Embora ele tenha sido adotado pela rainha Inwon e sob sua proteção, muitos nobres eram contra um filho de baixo nascimento governando o país como rei.
Jang Geum (início do século 16; nome de família Seo), originalmente uma uinyeo da classe cheonmin, tornou-se a primeira médica real feminina na história coreana. De acordo com os Anais da Dinastia Joseon, o Rei Jungjong reconheceu o conhecimento médico de Jang Geum e confiou a ela os cuidados reais de todos os membros da família real. O rei Jungjung, portanto, promoveu Jang Geum para se tornar a terceira oficial de mais alto escalão na corte, e foi concedido o uso de Dae (hangul: 대; hanja: 大; rr: Dae; MR: Tae), que significa "ótimo" em coreano, antes de seu primeiro nome.

## Sistema de castas de Joseon
| Classe    | Hangul | Hanja | Significado                         |
| --------- | ------ | ----- | ----------------------------------- |
| Yangban   | 양반   | 兩班  | (dois tipos de) aristocratas        |
| Jungin    | 중인   | 中人  | pessoas do meio                     |
| Sangmin   | 상민   | 常民  | plebeus                             |
| Cheonmin  | 천민   | 賤民  | plebeus vulgares                    |
| Baekjeong | 백정   | 白丁  | intocáveis (excluídos da sociedade) |
| Nobi      | 노비   | 奴婢  | escravos (ou "servos")              |